# Gellius Faber de Bouma
Gellius Faber de Bouma, latinisiert von Jelle Smit, auch G. Faber van Bouma (* um 1490 in Leeuwarden; † 2. Juni 1564 in Emden), war ein friesischer Pfarrer und späterer Reformator.
Er wurde um 1516 Pfarrer in Jelsum und predigte nach evangelischer Art. Er gilt als Vorläufer der friesischen Reformation. Um 1530 wurde er noch nicht von der kirchlichen Obrigkeit verfolgt.
Faber de Bouma trat 1536 vom Priesteramt zurück, im selben Jahr wie Menno Simons. Er floh nach Ostfriesland, wo er in Norden Prediger wurde. 1538 wurde er nach Emden berufen, wo er bis zu seinem Tod eine einflussreiche Gestalt der reformierten Gemeinde blieb. 1551 oder 1552 verfasste er eine Verteidigungsschrift gegen die Täufer, die in Magdeburg veröffentlicht wurde. Er und Menno Simons stritten sich während ihres Exils heftig, unter anderem um die Frage der Berufung von Predigern.
Gellius hatte zwei Söhne: Assuerus († 1575) und Petrus († 1604).

## Einzelnachweis
1. ↑  Gellius Faber de Bouma bei Deutsche Biographie

| Personendaten    | Personendaten                      |
| ---------------- | ---------------------------------- |
| NAME             | Bouma, Gellius Faber de            |
| ALTERNATIVNAMEN  | Smit, Jelle                        |
| KURZBESCHREIBUNG | friesischer Pfarrer und Reformator |
| GEBURTSDATUM     | um 1490                            |
| GEBURTSORT       | Leeuwarden                         |
| STERBEDATUM      | 2. Juni 1564                       |
| STERBEORT        | Emden                              |